# NGC 3786
NGC 3786 est une galaxie spirale intermédiaire située dans la constellation de la Grande Ourse. NGC 3786 a été découverte par l'astronome britannique John Herschel en 1831.

## Caractéristiques

### Distance
Sa vitesse par rapport au fond diffus cosmologique est de 3 010 ± 20 km/s, ce qui correspond à une distance de Hubble de 44,4 ± 3,1 Mpc (∼145 millions d'al).
À ce jour, sept mesures non basées sur le décalage vers le rouge (redshift) donnent une distance de 55,514 ± 10,500 Mpc (∼181 millions d'al), ce qui est à l'intérieur des valeurs de la distance de Hubble. Notons cependant que c'est avec la valeur moyenne des mesures indépendantes, lorsqu'elles existent, que la base de données NASA/IPAC calcule le diamètre d'une galaxie et qu'en conséquence le diamètre de NGC 3786 pourrait être d'environ 28,4 kpc (∼92 600 al) si on utilisait la distance de Hubble pour le calculer.

### Classification
Selon le professeur Seligman et Wolfgang Steinicke, il s'agit d'une galaxie spirale barrée. Cependant, la barre sur l'image obtenue du relevé SDSS est à peine visible, voire absente. La classification de spirale intermédiaire, ou même de spirale ordinaire, semble mieux convenir à cette galaxie.

### Émission de radiation ultraviolette
NGC 3786 est une galaxie dont le noyau brille dans le domaine de l'ultraviolet. Elle est inscrite dans le catalogue de Markarian sous la cote Mrk 744 (MK 744). La classe de luminosité de NGC 3786 est I et elle présente une large raie HI. De plus, c'est une galaxie active de type Seyfert 1.8.

## Paire de galaxies en interaction, Arp 294
NGC 3786 et NGC 3788 figure dans l'atlas des galaxies particulières de Halton Arp sous la cote Arp 294. Arp a utilisé ces deux galaxies dans son atlas comme un exemple de galaxies en interaction présentant de longs filaments,..

## Trou noir supermassif
Selon les auteurs d'un article publié en 2002, la masse du trou noir central de NGC 3786 est de 3,39 x 107{\displaystyle M_{\odot }} (107,53{\displaystyle M_{\odot }}).  

## Supernova
Deux supernovas ont été observées dans cette galaxie : SN 1999bu et SN 2004bd

### SN 1999 bu
La supernova SN 1999bu a été découverte par W.D Li de l'université de Californie à Berkeley le 16 avril 1999. Cette supernova était de type Ic.

### SN 2004 bd
La supernova SN 2004bd a été découverte par M. Armstrong à Rolvenden en Angleterre le 7 avril 2004. Cette supernova était de type Ia.

## Groupe de NGC 3788
NGC 3786 fait partie d'un petit groupe de quatre galaxies, le groupe de NGC 3788. Les deux autres galaxies du groupe sont UGC 6545 et PGC 35873.
NGC 3786 et NGC 3788 forment une paire de galaxies. Comme elles sont à la même distance de la Voie lactée et que l'image de l'étude SDSS montre qu'elles sont très près l'une de l'autre sur la sphère céleste, il est fort probable qu'elles sont en interaction gravitationnelle. Elles figurent d'ailleurs dans l'Atlas and Catalogue of Interacting Galaxies sous la cote VV 228.